# フランチェスコ1世・デ・メディチ

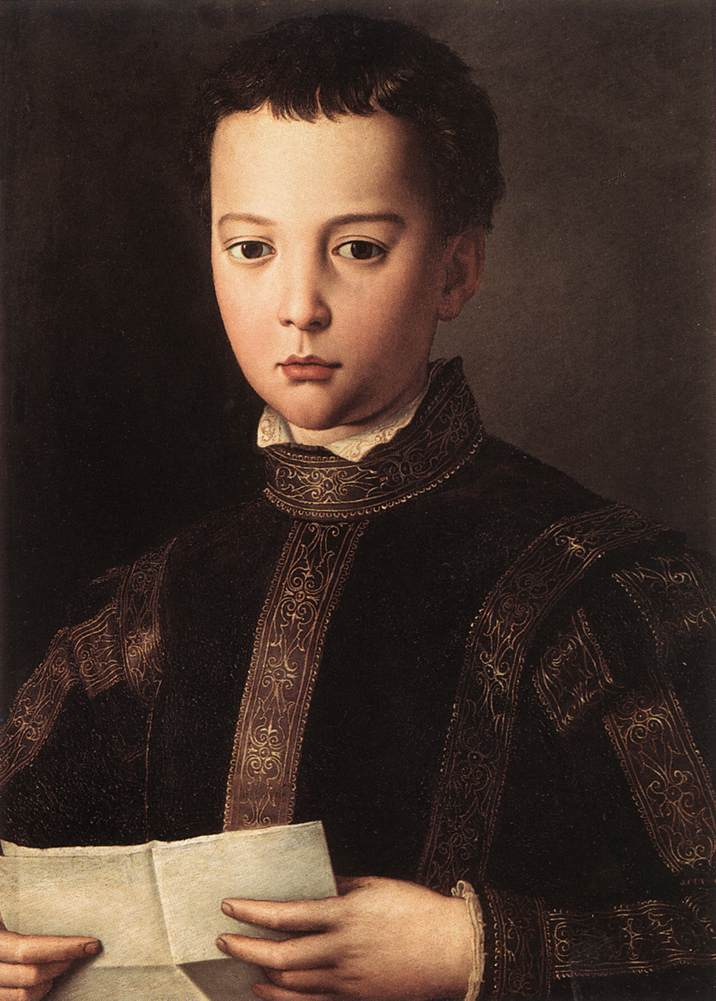
子供のころのフランチェスコ
（ブロンズィーノ、1551年）

フランチェスコ1世・デ・メディチ（Francesco I de' Medici、1541年3月25日 - 1587年10月19日）は、トスカーナ大公（在位：1574年 - 1587年）。コジモ1世とエレオノーラ・ディ・トレドとの子。

## 人物
神聖ローマ皇帝フェルディナント1世の娘ヨハンナ（ジョヴァンナ）と結婚し、8子をもうけたが、妻が存命中から愛人ビアンカ・カッペッロをそばにおき、ジョヴァンナの急死後ビアンカと再婚した。
自らのスキャンダルに続き、一族のスキャンダルもフランチェスコの悪評に拍車をかけた。1576年の弟ピエトロの妃殺し、もう一つは妹イザベッラ暗殺事件である。フランチェスコはこの両事件を黙殺し、大公国の威信を低下させてしまう。
1570年ごろ、ヴェッキオ宮殿の五百人の間の一画にStudiolo (en:Studiolo_of_Francesco_I) なる小部屋を作らせた。その構想と作品群は今日ではマニエリスムの一つの頂点と見なされている。その中には、錬金術を試みるフランチェスコを描いた絵もある。
政治からも遠ざかり、晩年は別荘や実験室にこもりがちになった。フランチェスコが実験室で毒薬を製造し、ビアンカがそれを使用しているとまで市民に悪評が広まった。1587年10月にポッジョ・ア・カイアーノにある別荘で、ビアンカとフランチェスコは相次いで急死した。この死に関して、マラリアによるという説のほか、弟フェルディナンドによる毒殺という説もあった。
2006年に埋葬されていた臓器からヒ素が検出されたため、毒殺ではないかという説が公表された。しかしその後、2010年にフランチェスコの遺骨に対して免疫学的調査が行われた結果、マラリアの致死因子が検出され、毒殺説は否定されたことが報告された。
なお、1585年に天正少年使節がフィレンツェを訪れ、舞踏会が催された。

## 子女
| 名前         | 伊語名   | 生年           | 没年          | 備考                                                               |
| ------------ | -------- | -------------- | ------------- | ------------------------------------------------------------------ |
| エレオノーラ | Eleonora | 1566年3月1日   | 1611年2月9日  | マントヴァ公ヴィンチェンツォ1世・ゴンザーガ（1582年-1612年）と結婚 |
| ローモラ     | Romola   | 1568年11月20日 | 1568年12月2日 |                                                                    |
| アンナ       | Anna     | 1569年12月31日 | 1584年2月19日 |                                                                    |
| イザベッラ   | Isabella | 1571年9月30日  | 1572年8月8日  |                                                                    |
| ルクレツィア | Lucrezia | 1572年11月7日  | 1574年8月14日 |                                                                    |
| マリーア     | Maria    | 1573年4月26日  | 1642年7月3日  | アンリ4世と結婚しフランス王妃となった。                            |
| アントーニオ | Antonio  | 1576年8月29日  | 1621年5月2日  | ビアンカ・カッペッロまたは召し使いとの庶子                         |
| フィリッポ   | Filippo  | 1577年5月20日  | 1582年3月29日 |                                                                    |
| 名前なし     |          | 1578年4月10日  | 1578年4月10日 | 母の胎内で階段から落ちた事が原因で死産となった                     |